# Zasadzka

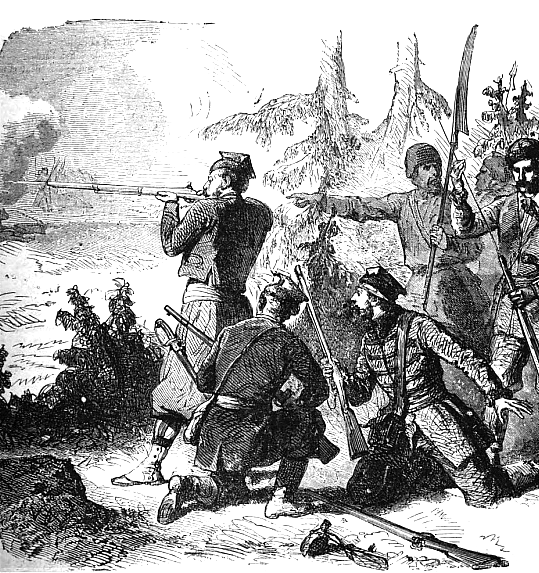
Zasadzka powstańców styczniowych

Zasadzka – wykonanie zaskakującego uderzenia na będące w ruchu lub celowo zatrzymane siły i środki przeciwnika. 

## Charakterystyka
Podstawowym celem zasadzki jest likwidacja przeciwnika, zniszczenie sprzętu bojowego, zdobycie ważnych informacji, ważnych dokumentów bojowych, środków do walki i życia, schwytanie jeńców lub pozyskanie uzbrojenia i wyposażenia. Zasadzki mogą być organizowane jako: zasadzki samodzielne lub sieć zasadzek. Zasadzka wykonywana za pomocą środków ogniowych w celu zadania przeciwnikowi maksymalnych strat określana jest jako „zasadzka ogniowa”.
Zasadzkę organizuje się zazwyczaj działając w ugrupowaniu nieprzyjaciela, prowadząc rozpoznanie lub będąc w obronie. Sposób działania zasadzki zależy od jej celu, a warunkiem jej powodzenia jest odpowiedni wybór miejsca, skryte przygotowanie i szybkie przeprowadzenie.
Jeśli celem zasadzki jest schwytanie jeńca, nieprzyjaciela dopuszcza się możliwie blisko lub nawet przepuszcza obok siebie, a następnie uderza na niego z boku lub z tyłu. W wypadku, gdy zasadzka ma opóźnić działanie przeciwnika i  zadać mu straty, należy wykonać z najbliższej odległości uderzenie ogniowe wszystkimi  środkami walki.
Pododdział organizujący zasadzkę może być podzielony na podgrupy:
- ubezpieczającą z zadaniem jego osłony przed atakiem z innego kierunku niż spodziewane jest podejście nieprzyjaciela oraz osłony wycofania
- ogniową z zadaniem niszczenia sił i środków nieprzyjaciela; jeśli zasadzka oddziałuje tylko ogniem, pododdział należy rozmieścić tak, aby można było otworzyć go jednocześnie ze wszystkich środków ogniowych; kierunek ognia w miarę możliwości powinien być boczny (skrzydłowy).
- chwytającą z zadaniem wzięcia jeńca lub zdobycia dokumentów.

## Rodzaje zasadzki
Ze względu na czas przygotowania:
- planowane: organizowane są przeciwko określonym siłom przeciwnika we wcześniej ustalonym rejonie i czasie; przed rozpoczęciem przygotowań  przełożony dostarcza szczegółowych informacji o jej rejonie i celu; jest to podstawowy rodzaj zasadzki.
- doraźne: organizowana w sytuacji, gdy przeciwnik został wykryty i jest czas na jej szybkie przygotowanie. Wymaga dużego doświadczenia; w przypadku zdemaskowania przygotowań stosuje się wcześniej opracowany uniwersalny plan działania.

Ze względu na typ:
- punktowe: siły przeciwnika są atakowane w jednym miejscu (wyznaczona jest jedna strefa śmierci); jest podstawowym typem zasadzki organizowanej przez pluton i drużynę.
- złożone: składa się z dwóch lub więcej skoordynowanych ze sobą zasadzek punktowych; siły przeciwnika są atakowane przynajmniej w dwóch miejscach przez współdziałające elementy; podstawowy typ zasadzki dla kompanii i batalionu; skutecznie paraliżuje działania przeciwnika na rozległym obszarze.

Ze względu na kształt:

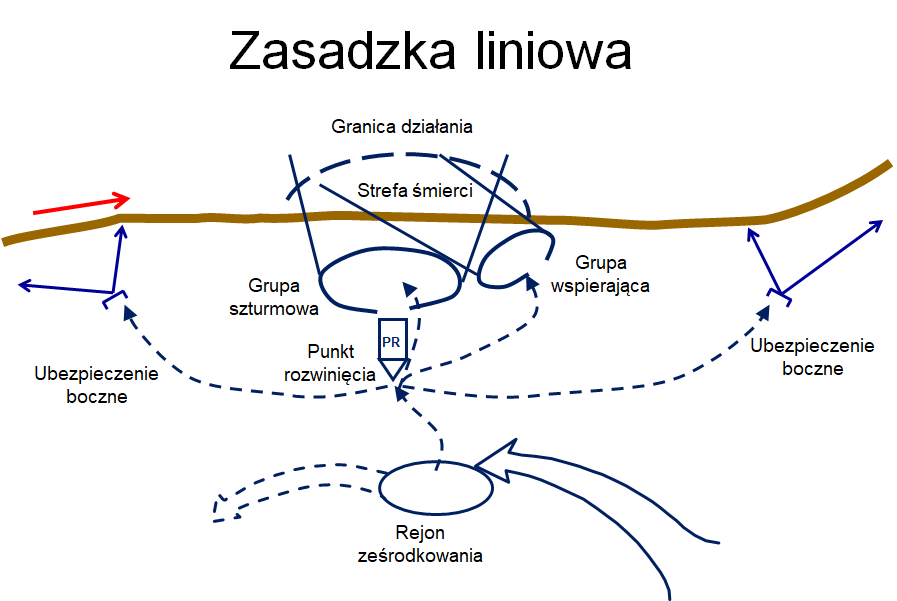

- liniowe (jednostronne i dwustronne): organizujące ją elementy są rozmieszczone równolegle do kierunku poruszania się przeciwnika; organizowana jest gdy: droga biegnie wzdłuż rzek, brzegu zbiornika wodnego, bagna lub gdy jedna ze stron drogi góruje nad terenem; typowa jest także dla warunków ograniczonej widoczności w celu uniknięcia strat od ognia własnych środków.
- w kształcie „L”: grupa szturmowa tworzy wzdłuż strefy zasadzki dłuższą odnogę, równoległą do kierunku poruszania się przeciwnika. Krótsze ramię, prostopadłą do strefy zasadzki, tworzy grupa wspierającą. Jest ona zazwyczaj organizowana na ostrym zakręcie drogi, ścieżki, strumienia bądź innego nie rozgałęziającego się w tym miejscu szlaku. Może być też prowadzona też na prostym odcinku.
- w kształcie „U”
- w kształcie „V”
- w kształcie „X”